# Hotel FM
Hotel FM är ett rumänskt band, bildat 2005. Bandet har haft konserter i flera städer i bland annat Rumänien och Tyskland. Under våren 2006 släppte gruppen en promo-CD.

## Eurovision Song Contest
Hotel FM deltog i den rumänska uttagningen till Eurovision Song Contest för första gången år 2010. Man slutade då på en tionde plats med låten "Come as One".
Under hösten 2010 kvalificerade sig bandet återigen till Rumäniens nationella uttagning, denna gång till Eurovision Song Contest 2011. Bandet deltog med bidraget "Change". Vid finalen av Selecţia Naţională 2011 fick gruppen näst flest teleröster och flest juryröster vilket innebar att de vann uttagningen och därför representerade Rumänien vid Eurovision Song Contest 2011 i Düsseldorf, Tyskland, där de slutade på en 17:e plats.